# Vaahteraliiga 2011
Die Vaahteraliiga 2011 war die 32. Saison der Vaahteraliiga, der höchsten Spielklasse des American Football in Finnland. Sie begann am 20. Mai und endete am 20. August 2011 mit dem Vaahteramalja XXXII (auch Maple Bowl XXXII), dem Finale um die finnische Meisterschaft. Die Vaahteraliiga wurde vom finnischen American-Football-Verband SAJL organisiert. Finnischer Meister wurden erstmals die Helsinki Wolverines. Als wertvollster Ligaspieler des Jahres wurde Runningback Stephen Stokes von den Helsinki Wolverines ausgezeichnet.

## Teilnehmer und Modus
Die folgenden acht Vereine nahmen an der regulären Saison teil. Jedes Team hatte zehn Spiele, ehe anschließend die besten vier Teams in die Play-offs kamen. Dort trat das bestplatzierte gegen das viertplatzierte Team sowie der Zweite gegen den Dritten im Halbfinale an.
- Helsinki Roosters
- Helsinki Wolverines
- Jyväskylä Jaguaarit
- Northern Lights
- Porvoo Butchers (Meister 2011)
- Seinäjoki Crocodiles
- Turku Trojans
- Lappeenranta Rajaritarit

## Regular Season

### Tabelle
| Pl. | Team                     | Sp. | S | U | N  | TD      | Diff. | Punkte | SQ    |
| --- | ------------------------ | --- | - | - | -- | ------- | ----- | ------ | ----- |
| 1   | Seinäjoki Crocodiles     | 10  | 9 | 0 | 1  | 557:205 | +352  | 18:2   | 0,900 |
| 2   | Porvoo Butchers          | 10  | 9 | 0 | 1  | 385:230 | +155  | 18:2   | 0,900 |
| 3   | Helsinki Wolverines      | 10  | 7 | 0 | 3  | 459:222 | +237  | 14:6   | 0,700 |
| 4   | Lappeenranta Rajaritarit | 10  | 7 | 0 | 3  | 460:310 | +150  | 14:6   | 0,700 |
| 5   | Jyväskylä Jaguaarit      | 10  | 4 | 0 | 6  | 247:349 | 102   | 8:12   | 0,400 |
| 6   | Oulu Northern Lights     | 10  | 3 | 0 | 7  | 259:409 | −150  | 6:14   | 0,300 |
| 7   | Helsinki Roosters        | 10  | 1 | 0 | 9  | 185:432 | −247  | 2:18   | 0,100 |
| 8   | Turku Trojans            | 10  | 0 | 0 | 10 | 090:485 | −395  | 0:20   | 0,000 |

Qualifikation für die Play-offs.

Quelle: sajl.org

## Play-offs
|  | Halbfinale | Halbfinale               | Halbfinale |  |  | Maple Bowl XXXII | Maple Bowl XXXII     | Maple Bowl XXXII |
|  |            |                          |            |  |  |                  |                      |                  |
|  |            |                          |            |  |  |                  |                      |                  |
|  | 1          | Seinäjoki Crocodiles     | 38         |  |  |                  |                      |                  |
|  | 4          | Lappeenranta Rajaritarit | 28         |  |  |                  |                      |                  |
|  |            |                          |            |  |  | 1                | Seinäjoki Crocodiles | 27               |
|  |            |                          |            |  |  | 3                | Helsinki Wolverines  | 30               |
|  | 2          | Porvoo Butchers          | 36         |  |  |                  |                      |                  |
|  | 3          | Helsinki Wolverines      | 50         |  |  |                  |                      |                  |
|  |            |                          |            |  |  |                  |                      |                  |

### Halbfinale
|                                      |                                     |  |                      |                           |                          |  |                                                   |
|                                      | Seinäjoki 13. August 2011 18:30 Uhr |  | Seinäjoki Crocodiles | \| \| 38 : 28 \| \| \| \| | Lappeenranta Rajaritarit |  | Jouppilanvuori Zuschauer: 683 Referee: P. Hautala |
| (14:7, 0:14, 17:0, 7:7) Spielbericht | Seinäjoki 13. August 2011 18:30 Uhr |  | Seinäjoki Crocodiles |                           | Lappeenranta Rajaritarit |  | Jouppilanvuori Zuschauer: 683 Referee: P. Hautala |
|                                      | 38 : 28                             |  |                      |                           |                          |  |                                                   |
|                                      |                                     |  |                      |                           |                          |  |                                                   |

|                                      |                                  |  |                 |                           |                     |  |                                                   |
|                                      | Porvoo 14. August 2011 18:30 Uhr |  | Porvoo Butchers | \| \| 36 : 50 \| \| \| \| | Helsinki Wolverines |  | Keskuskentä Zuschauer: 686 Referee: V. Lamminsalo |
| (14:21, 8:8, 7:7, 7:14) Spielbericht | Porvoo 14. August 2011 18:30 Uhr |  | Porvoo Butchers |                           | Helsinki Wolverines |  | Keskuskentä Zuschauer: 686 Referee: V. Lamminsalo |
|                                      | 36 : 50                          |  |                 |                           |                     |  |                                                   |
|                                      |                                  |  |                 |                           |                     |  |                                                   |

### Vaahteramalja XXXII
Die Helsinki Wolverines lösten die Porvoo Butchers als Maple-Bowl-Sieger ab. Damit wurden sie der neunte Verein, der die finnische American-Football-Meisterschaft gewann. Als MVP der Crocodiles wurde Tommi Pinta, als MVP der Wolverines Anssi Saari und als Spiel-MVP Stephen Stokes ausgezeichnet.
|                                     |                                    |  |                      |                           |                     |  |                                    |
|                                     | Helsinki 20. August 2011 18:15 Uhr |  | Seinäjoki Crocodiles | \| \| 27 : 30 \| \| \| \| | Helsinki Wolverines |  | Sonera Stadium Referee: P. Hautala |
| (7:21, 0:0, 7:3, 13:6) Spielbericht | Helsinki 20. August 2011 18:15 Uhr |  | Seinäjoki Crocodiles |                           | Helsinki Wolverines |  | Sonera Stadium Referee: P. Hautala |
|                                     | 27 : 30                            |  |                      |                           |                     |  |                                    |
|                                     |                                    |  |                      |                           |                     |  |                                    |

## Auszeichnungen

### All Stars 2011
| Position               | Athlet            | Team                     |    | Position        | Athlet               | Team                 |
| ---------------------- | ----------------- | ------------------------ | -- | --------------- | -------------------- | -------------------- |
| Offense                |                   |                          |    |                 |                      |                      |
| QB                     | Dan Selway        | Lappeenranta Rajaritarit |    | OL              | Jake Forshey         | Jyväskylä Jaguaarit  |
| RB                     | Gregory Fountain  | Seinäjoki Crocodiles     | OL | Timo Rahkola    | Helsinki Roosters    |                      |
| RB                     | Joseph Doss       | Helsinki Wolverines      | OL | Arttu Tennberg  | Porvoo Butchers      |                      |
| WR                     | Anthony Squillini | Lappeenranta Rajaritarit | OL | Janne Rantanen  | Helsinki Wolverines  |                      |
| WR                     | Markku Luoto      | Lappeenranta Rajaritarit | OL | Pasi Lautala    | Porvoo Butchers      |                      |
| WR                     | Ville Kurvinen    | Porvoo Butchers          |    |                 |                      |                      |
| Defense                |                   |                          |    |                 |                      |                      |
| DL                     | Aki Rinne         | Porvoo Butchers          |    | LB              | Anthony Keel         | Oulu Northern Lights |
| DL                     | Anssi Nevalainen  | Helsinki Wolverines      | DB | Hannu Abonce    | Helsinki Wolverines  |                      |
| DL                     | Janne Rautiainen  | Seinäjoki Crocodiles     | DB | Toni Haukkamaa  | Porvoo Butchers      |                      |
| LB                     | Robert Bishop     | Seinäjoki Crocodiles     | DB | Stacey Thomas   | Oulu Northern Lights |                      |
| LB                     | Sebastian Karbin  | Porvoo Butchers          | DB | Tuomas Leinonen | Seinäjoki Crocodiles |                      |
| LB                     | Kalle Da Silva    | Lappeenranta Rajaritarit |    |                 |                      |                      |
| Special Teams          |                   |                          |    |                 |                      |                      |
| K / P                  | Ilkka Laitinen    | Seinäjoki Crocodiles     |    |                 |                      |                      |
| Quelle: jenkkifutis.fi |                   |                          |    |                 |                      |                      |

### Awards
- Liga-MVP (Vuoden liigapelaaja): Stephen Stokes, RB, Helsinki Wolverines
- Offensiv-Spieler des Jahres (Vuoden Hyökkääjä): Mackenzie McGrady, QB, Porvoon Butchers
- Defensiv-Spieler des Jahres (Vuoden Puolustaja/Matti Lindholm Trophy): Kalle Da Silva, LB, Lappeenranta Rajaritarit
- Rookie des Jahres (Vuoden Tulokas): Aappo Saloranta, WR Oulu Northern Lights; Henri Jussila, RB, Helsinki Roosters
- Bester Line-Spieler: Pasi Lautala, OL, Porvoon Butchers
- Ari Tuuli Trophy (Vuoden Etenijä): Perttu Ahila, WR/K, Jyväskylä Jaguaarit